# ミコリシン
ミコリシン(Mycolysin、EC 3.4.24.31)は、酵素である。P1の疎水性残基を選択的に切断する。
この酵素は、Streptomyces griseus、S. naraensis、S. cacaoiが生産する。